# Port Blair
Port Blair (en hindi: पोर्ट ब्लेयर) es un consejo municipal y la ciudad más grande en el distrito de Andamán en las islas Andamán, y la capital de las islas Andamán y Nicobar, territorio de la unión de la India. Se ubica en la costa oriental de la isla Andamán del Sur y es el principal punto de entrada a las islas.

## Historia

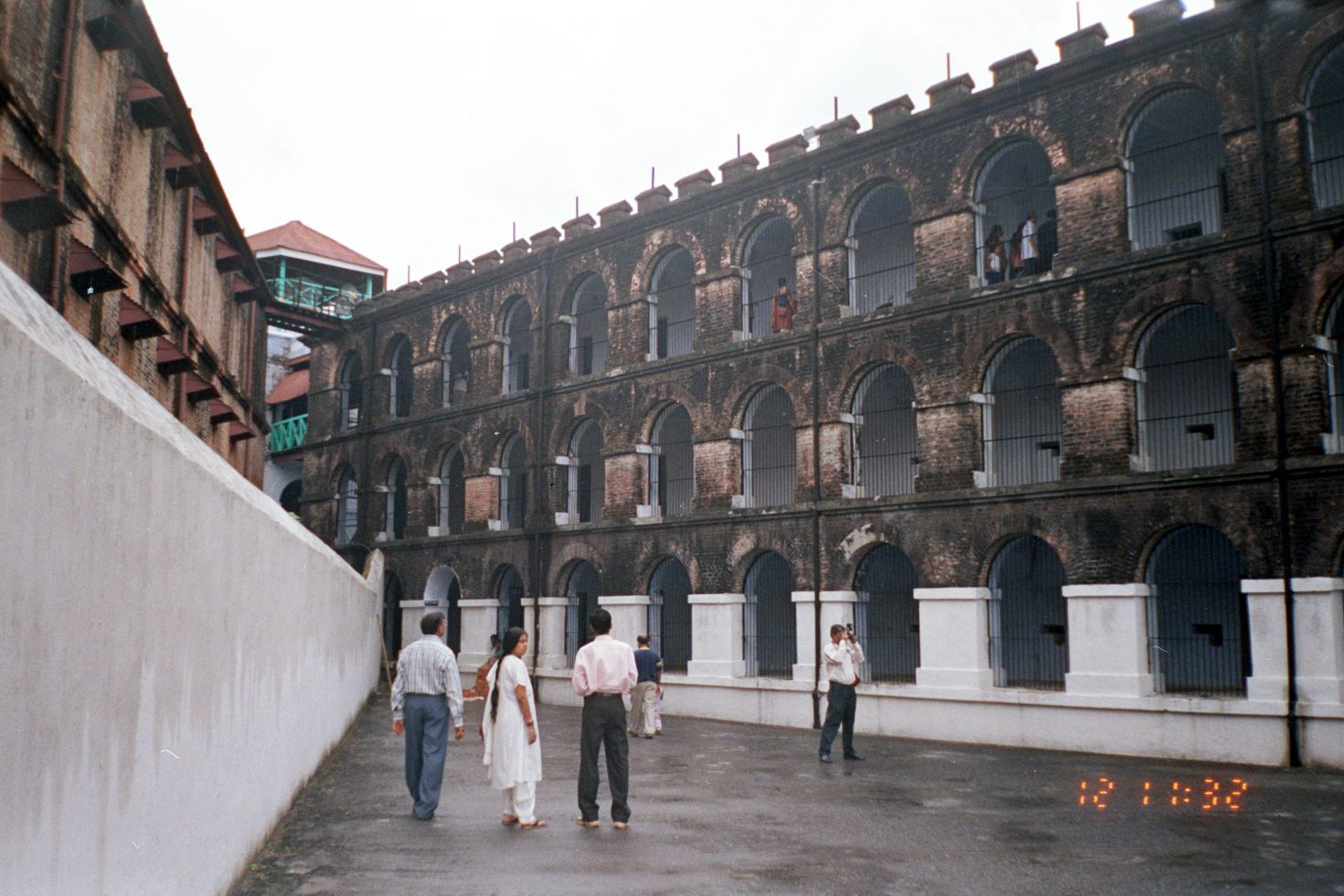
Recinto actual de Cellular Jail, en Port Blair.

Port Blair debe su nombre al teniente de la Compañía Británica de las Indias Orientales Archibald Blair, quien sin éxito trató de establecer una colonia en 1789. Port Blair fue restablecida en 1858, como lugar para construir una colonia penal británica. Fue originalmente situada en la isla Viper, nombrada así por el navío del teniente Blair, The Viper (‘La Víbora’). Los convictos, la mayoría presos políticos, estaban condenados a prisión perpetua y trabajaban en condiciones degradantes. Muchos terminaron ahorcados, mientras que otros morían por enfermedades o de inanición. Como el Movimiento de Independencia Indio continuaba creciendo hacia fines del siglo XIX, un enorme recinto penitenciario llamado Cellular Jail fue construido entre 1896 y 1906. 
Entre 1943 y 1944, Port Blair fue la sede central del denominado Gobierno provisional para una India libre y su Ejército Nacional Indio, bajo control de Subhas Chandra Bose. 
Aunque fue severamente damnificada tras el terremoto del océano Índico de 2004, Port Blair sobrevivió lo suficiente como para servir de base para congregar los esfuerzos de ayuda y reconstrucción de las islas.

## Demografía
Tras el censo de 2001, Port Blair tenía una población de 100 186 habitantes. Los varones constituyen el 55 % del total, mientras que las mujeres conforman el 45 %. Port Blair tiene una tasa de analfabetismo de 77 %, más alta que el promedio nacional de 59,5 %. En Port Blair, el 11 % de la población es menor a seis años de edad.